# Orestias puni
Orestias puni är en fiskart som beskrevs av Tchernavin, 1944. Orestias puni ingår i släktet Orestias och familjen Cyprinodontidae. Inga underarter finns listade i Catalogue of Life.